# Metilsilano

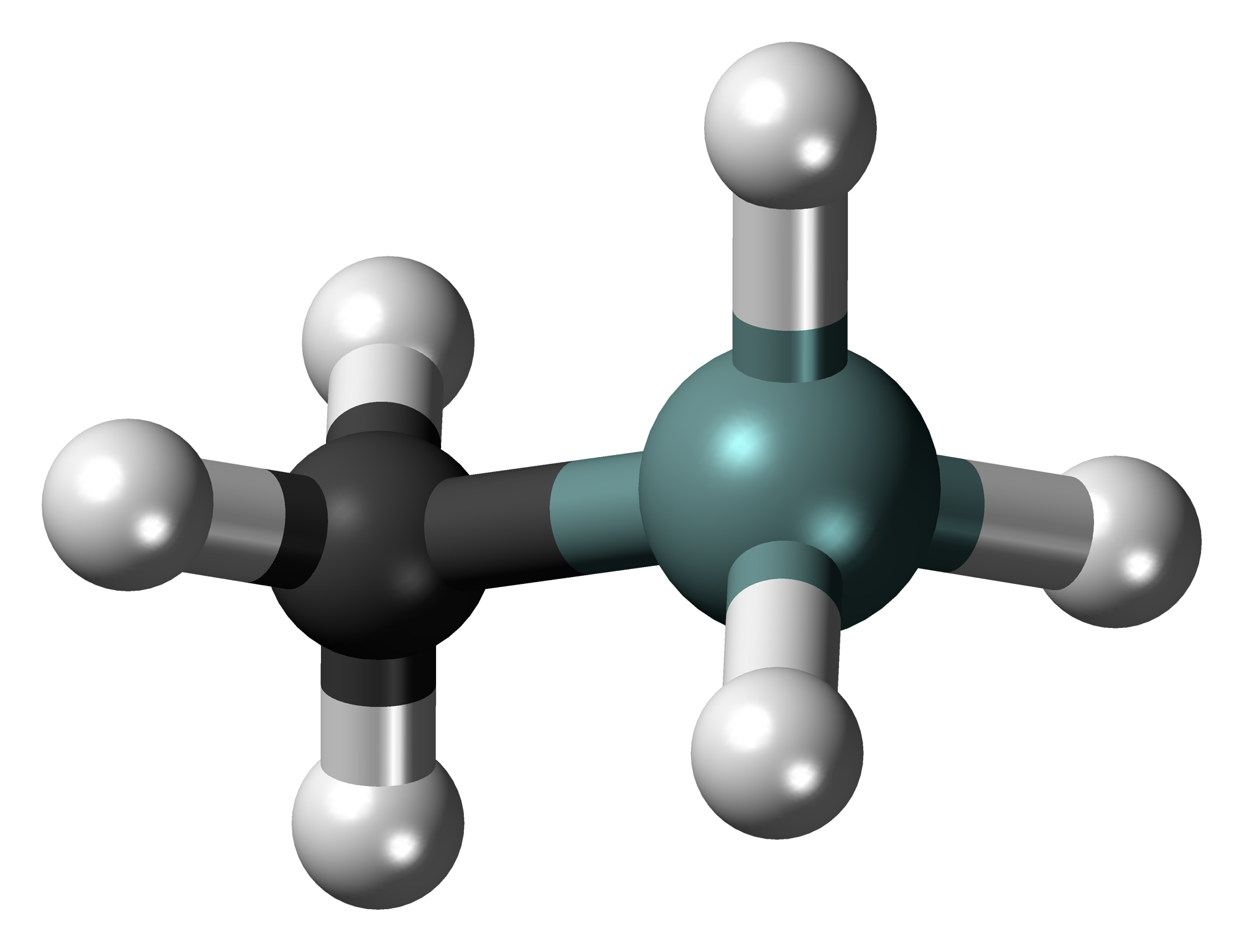
Representação 3D do Metilsilano.

Metilsilano é o composto de fórmula química CH3SiH3.

## Produção

### Pelo organomagnésio
A reação do iodeto de metilmagnésio com o clorossilano produz o metilsilano :
{\displaystyle \mathrm {CH_{3}I+Mg{\xrightarrow {|Et_{2}O|}}CH_{3}MgI{\xrightarrow {+SiH_{3}Cl}}CH_{3}SiH_{3}+MgClI\downarrow } }

### Pelo metileno
A reação do silano com o cloreto de metila e o hidróxido de potássio produz o metilsilano :
{\displaystyle \mathrm {SiH_{4}+CH_{3}Cl+KOH{\xrightarrow {}}CH_{3}SiH_{3}+KCl+H_{2}O} }